# 拉瓦什

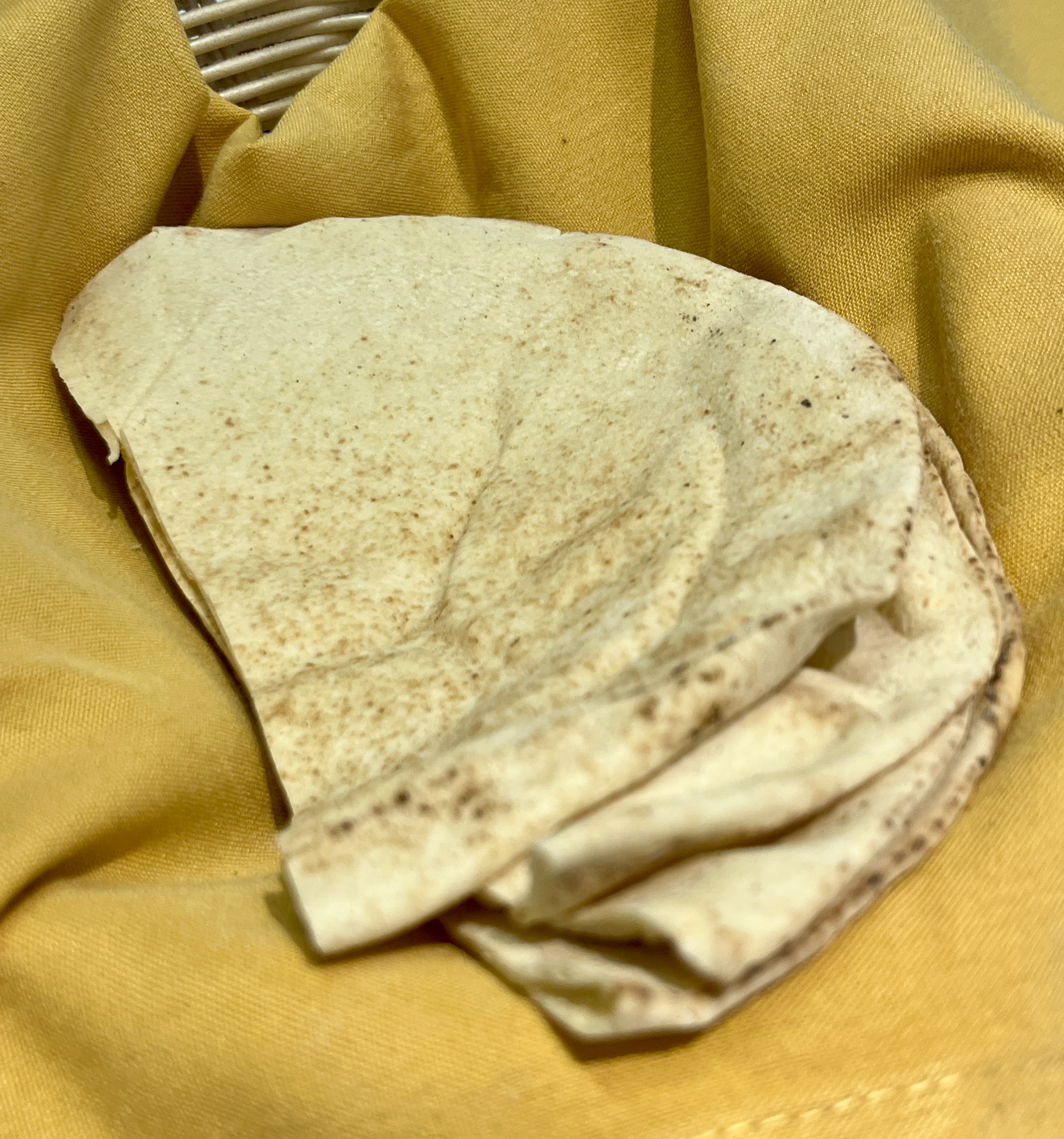
亞美尼亞脆餅

拉瓦什又稱亞美尼亞薄餅、亞美尼亞脆餅，是南高加索、西亚和裏海周边地区的亞美尼亞、阿塞拜疆、伊朗和土耳其境內常见的一種面饼 ，在古代，亞美尼亞脆餅主要馕坑中烘烤。現在也有人在鑊中製作亞美尼亞脆餅。2014年，亞美尼亞脆餅被列入联合国教科文组织非物质文化遗产名录和优秀保护实践名册  。